# Вик (Підляське воєводство)
Вик (пол. Wyk) — село в Польщі, у гміні Збуйна Ломжинського повіту Підляського воєводства.
Населення — 312 осіб (2011).
У 1975—1998 роках село належало до Ломжинського воєводства.

## Демографія
Демографічна структура станом на 31 березня 2011 року:
|          | Загалом | Допрацездатний вік | Працездатний вік | Постпрацездатний вік |
| -------- | ------- | ------------------ | ---------------- | -------------------- |
| Чоловіки | 173     | 52                 | 103              | 18                   |
| Жінки    | 139     | 36                 | 70               | 33                   |
| Разом    | 312     | 88                 | 173              | 51                   |